# Terremoto de Ecuador de 2023
El terremoto Guayaquil-Balao de 2023 fue un movimiento sísmico ocurrido a las 12:12 hora local del Ecuador (UTC-5), del día sábado 18 de marzo de 2023, el terremoto afectó el sur de Ecuadory el Departamento de Tumbes en Perú. Su epicentro se localizó frente a la costa del Cantón Balao, a unos 80 km al sur de Guayaquil, y su hipocentro, a 68 km de profundidad. Tuvo una magnitud de 6.9MW,y causó importantes y severos daños en las provincias ecuatorianas de Azuay, El Oro y Guayas, así como 16 muertos, mientras que en el Departamento de Tumbes, en Perú, se reportaron 2 muertos más y decenas de heridos. Además, el Cantón Machala fue el más afectado.

## Entorno tectónico
La tectónica activa de Ecuador está dominada por los efectos de la subducción de la Placa de nazca debajo de la Placa sudamericana. Ecuador se encuentra dentro de la Zona Volcánica del Norte donde la zona de subducción se mueve a una velocidad de 7 cm/año hacia el este-noreste, significativamente oblicua a la tendencia de este segmento de los Andes. La zona de subducción tiene un buzamiento general de 25 a 30°, pero varía rápidamente a lo largo del rumbo debido a los efectos de la subducción de Carnegie Ridge. Carnegie Ridge es una meseta oceánica que se formó cuando la Placa de Nazca pasó sobre el punto de acceso de Galápagos. La interfaz de la placa por encima de la parte subducida de la dorsal tiene un buzamiento menos profundo que el área tanto al norte como al sur, y se interpreta que los límites consisten en dos grandes desgarros en la Placa de Nazca descendente. La parte norte de Ecuador se superpone a la parte subducida de Carnegie Ridge y es un área donde se interpreta que la Placa de Nazca está fuertemente acoplada a la Placa Sudamericana, lo que provoca un grado inusualmente grande de deformación intraplaca. Las principales zonas de fallas activas de Ecuador son fallas de deslizamiento de rumbo dextral con tendencia SSW-NNE que corren paralelas a las principales subdivisiones de los Andes, dos zonas principales de deslizamiento de rumbo de dirección SW-NE, las fallas de Pallatanga y Chingual, y fallas inversas de tendencia norte-sur, como la falla de Quito. Los grandes terremotos son comunes en Ecuador. En el siglo pasado, 32 terremotos M6.0 y mayores ocurrieron dentro de los 250 km de este evento. El 16 de abril de 2016, un terremoto de magnitud 7,8 en la interfaz de la zona de subducción ~350 km al norte del evento de 2023 resultó en más de 600 muertes y más de 27 000 heridos. 

## Terremoto y Magnitud
El sismo tuvo una magnitud de 6.9 MW y una intensidad MMI máxima de VII (Muy Fuerte), según el Servicio Geológico de Estados Unidos. El Centro Sismológico Europeo-Mediterráneo reportó una magnitud de Mw 6.8. Según PAGER, un servicio operado por el USGS, 8,41 millones de personas, casi la mitad de la población de Ecuador, sintieron temblores dañinos de intensidades V-VII (Moderados - Muy fuertes), incluida la intensidad VI (Fuerte) en Guayaquil. Se sintió en 14 de las 24 provincias del país.
El terremoto ocurrió como resultado de fallas de deslizamiento oblicuo a una profundidad intermedia cerca de la interfaz de subducción de las placas de Nazca y Sudamericana. Su mecanismo de falla y profundidad sugieren que el evento ocurrió dentro de la litosfera subducida de la Placa de Nazca. Las soluciones del mecanismo focal indican que la ruptura ocurrió en una falla de buzamiento casi vertical que golpea hacia el sureste o en una falla de buzamiento moderado que golpea hacia el suroeste. En el lugar del terremoto, la placa de Nazca se mueve hacia el este en relación con la placa sudamericana a una velocidad de aproximadamente 73 mm (2,9 pulgadas) por año. Los terremotos en Ecuador y la mayor parte del oeste de América del Sur son causados por las tensiones generadas por la subducción en curso.
Eventos como este se denominan terremotos de profundidad intermedia y ocurren a una profundidad de 70 a 300 km (43 a 186 millas). Los terremotos de profundidad intermedia representan la deformación dentro de losas subducidas en lugar de en la interfaz de placas poco profundas entre las placas tectónicas subducidas y superpuestas. Por lo general, es menos dañino en la superficie del suelo por encima de su epicentro que en el caso de los terremotos de foco superficial de magnitud similar, pero aún puede ser destructivo. Los grandes terremotos de profundidad intermedia pueden sentirse a grandes distancias de sus epicentros.
Tras el temblor ocurrió una réplica de 4,8 grados y 24 kilómetros de profundidad, de acuerdo al Instituto Geofísico de la Escuela Politécnica Nacional.

## Impacto

### Ecuador
Un total de 96 casas colapsaron y 318 casas, 148 escuelas, 55 instalaciones de salud, 54 infraestructura pública, 56 infraestructura privada y un puente resultaron dañados. Al menos 494 personas resultaron heridas en todo el país.

#### Azuay
Dos personas murieron en Cuenca, la capital provincial, incluida una persona que murió cuando la fachada de una casa se derrumbó sobre un automóvil; otros dos resultaron heridos. Dos casas fueron destruidas y otras cuatro resultaron dañadas en la provincia.

#### El Oro
En la provincia de El Oro, 40 casas se derrumbaron y 14 personas murieron, entre ellas un infante y cinco miembros de una sola familia, la mayoría en la ciudad de Machala. Tres personas murieron en la provincia cuando una torre se derrumbó. En Puerto Bolívar, un edificio que alberga un museo y un restaurante se derrumbó al mar. Los edificios derrumbados en la provincia atraparon a muchas personas. Un residente peruano estaba entre los muertos en la provincia. En el sur de algunos lugares de la provincia, las líneas telefónicas fueron caídas y hubo cortes de energía.

#### Guayas
Una persona murió en Naranjal en la provincia de Guayas. En Guayaquil, se derrumbaron 6 edificios y 73 edificios y casas sufrieron daños, se rompieron vidrios, se derrumbaron algunas paredes y se cerraron tiendas en toda la ciudad. Los cortes de energía afectaron a la ciudad, y los sectores norte y sur no tuvieron electricidad durante siete horas, mientras que en algunas otras áreas, la electricidad se restableció después de 30 minutos. También se cerraron tres túneles de vehículos en la ciudad, y una persona resultó herida. En la Isla Puná, una de las zonas más cercanas al epicentro, se derrumbaron 10 casas.

### Perú

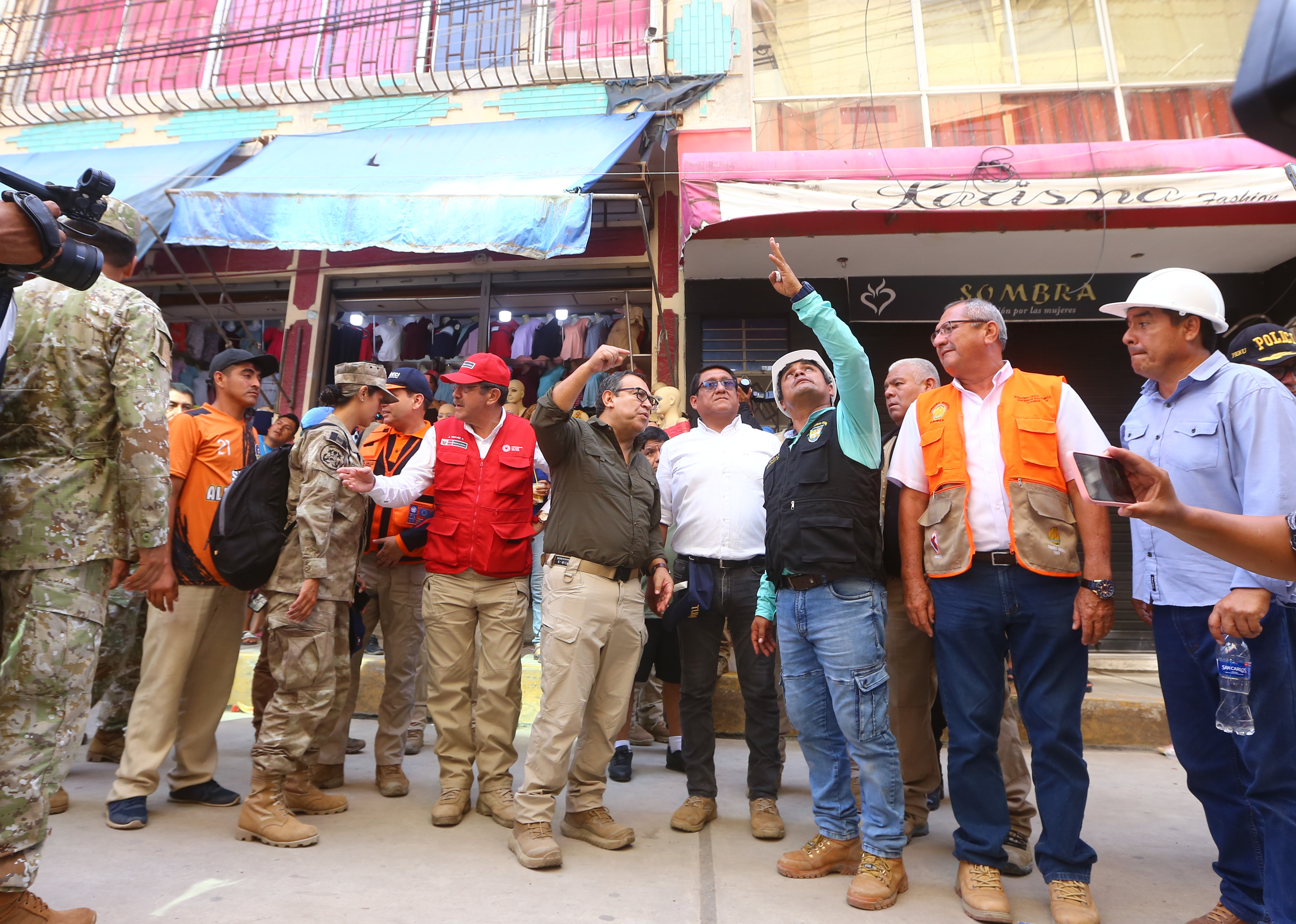
Autoridades peruanas en Tumbes para registrar los daños del sismo.

En Tumbes, cerca de la frontera de Perú con Ecuador, una niña de cuatro años murió cuando se cayó el techo de una casa, mientras que un adolescente murió después de que una casa se derrumbara. Otro niño resultó herido, y algunos otros por derrumbes. Seis casas se derrumbaron y 46 casas, dos establecimientos de salud y 12 escuelas sufrieron daños en las tres provincias de la región. Treinta y nueve personas quedaron sin hogar y otras 101 resultaron afectadas.

## Respuesta
La Secretaría de Gestión de Riesgos de Ecuador dijo que los bomberos se desplegaron en operaciones de búsqueda y rescate. La Policía Nacional realizó evaluaciones de daños. El presidente Guillermo Lasso instó a la ciudadanía a mantener la calma y agregó que “Equipos de emergencia se están movilizando para brindar todo su apoyo a los afectados”, líneas eléctricas derribadas que interrumpen los servicios de comunicación y electricidad dificultaron las labores de rescate. Tres instalaciones de Petroecuador suspendieron operaciones temporalmente.
El presidente de Ecuador, Guillermo Lasso, visitó las provincias afectadas el 19 de marzo. Dijo que el número de muertos y heridos podría aumentar en las próximas horas. Se activaron los fondos de emergencia para salud y vivienda, y se declaró el estado de emergencia por 60 días en las 14 provincias afectadas por el terremoto. La Confederación de Nacionalidades Indígenas del Ecuador inició una campaña de ayuda a los afectados.